# HMS Tribune (1891)
Lo HMS Tribune fu un incrociatore protetto britannico di classe Apollo utilizzato dalla Royal Navy dal 1892 al 1911.

## Storia

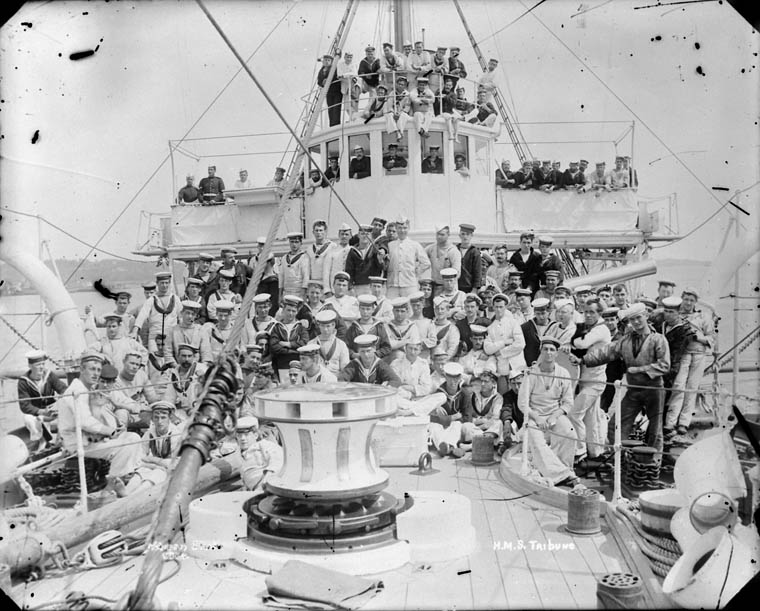
L'equipaggio del Tribune ad Halifax.

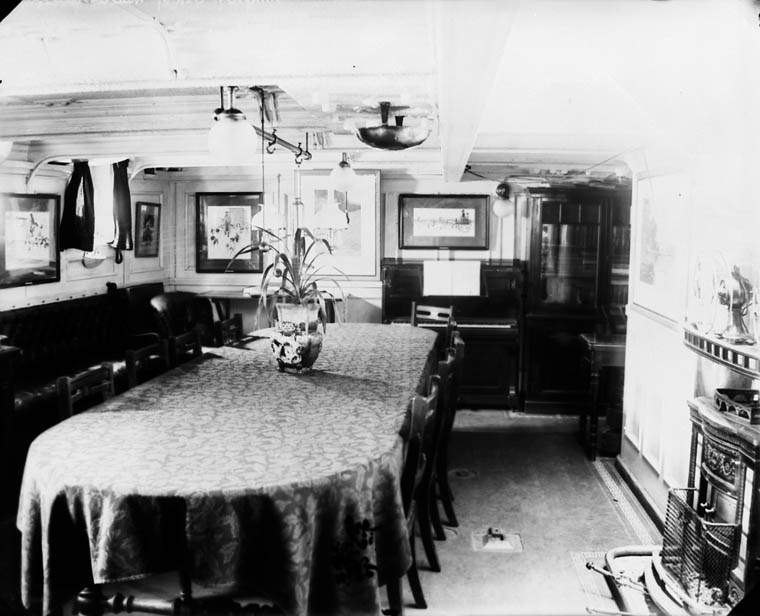
Quadrato ufficiali del Tribune, North America and West Indies Squadron. Halifax, Nuova Scozia, Canada.

Il Naval Defence Act 1889 portò la Royal Navy ad emettere ordini per la costruzione di ordini per 21 incrociatori protetti di seconda classe costituenti la classe Apollo.
Il Tribune aveva una Lunghezza fuori tutto di 95,7 m, una larghezza di 13,31 m e un pescaggio di 5,64 m. Il dislocamento della nave era di 3.600 tonnellate lunghe (3.700 t). Era una delle 10 navi della classe rivestita in legno e rame per ridurre le incrostazioni di cirripedi in carena, cosa che decretava l'aumento del dislocamento di 200 tonnellate. Un ponte corazzato compreso tra 32 e 51 mm proteggevano i caricatori e l'apparato motore della nave, mentre la torre di comando aveva 76 mm di protezione, mentre gli scudi dei cannoni da 152 mm avevano 110 mm di protezione. L'armamento era composto da 2 cannoni QF 6 in/40 da 152 mm in installazioni singole erano montati a prua e a poppa sulla linea centrale della nave, 6 cannoni QF 4.7 in Mk. I-IV da 120 mm in installazioni singole, tre per ciascuna fiancata. Per la protezione contro gli attacchi delle torpediniere vi erano 8 cannoni QF 6-pounder Hotchkiss da 57 mm in installazioni singole, e 1 cannone QF 3-pounder Hotchkiss da 47 mm in installazioni singole. L'armamento silurante era composto da 4 tubi lanciasiluri da 356 mm. La potenza motrice era pari a 7.000 ihp (5.200 kW), per una velocità di 18,5 nodi, anche se a tiraggio forzato furono raggiunti i 9.000 CV (6.700 kW) e i 19,75 nodi. La capacità di carbone era di 535 tonnellate. L'autonomia massima era pari a  8.000 miglia nautiche a 10 nodi.
All'inizio del 1894, fu uno dei quattro incrociatori a sostituire i suoi vecchi cannoni da 6 pollici con nuovi modelli a tiro rapido.  Partecipò alle grandi manovre del 1892 (captain Oswald P. Tudor), 1893 (captain Robert L. Groome), 1895 e 1896 (captain George N. A. Pollard), e 1897 (captain John E. Bearcroft).    
Il 15 agosto 1903 il Tribune, al comando del captain Spencer Victor Yorke de Horsey, lasciò Halifax in compagnia degli incrociatori Ariadne e Retribution il 15 agosto 1903. Fu posto in riserva nel 1906, e radiato e venduto per demolizione nel 1911.

### Fonti
1. 1 2 3 4 5 6 7 8 9 10 11 12 13  Chesneau, Kolesnik 1979, p. 76.
2. ↑  Naval & Military Intelligence in The Times, London, England, Monday, January 15, 1894, Issue 34161, p.10.
3. ↑  Naval & Military Intelligence in The Times, London, England, Monday, Aug 17, 1903; pg. 8; Issue 37161.
4. ↑  Gardiner, Gray 1985, p. 15.